# 经一路津浦铁道公司旧址
经一路津浦铁道公司旧址位于山东省济南市市中区大观园街道、经一路纬一路口西南。是中华人民共和国山东省省级文物保护单位之一。此楼曾是津浦铁路北段管理总局的办公楼，在铁路建成后又成为了津浦铁路宾馆，在50年代后又成为了济南军区的招待所。
2013年，作为近现代重要史迹及代表性建筑，该建筑被列入第四批山东省文物保护单位。

## 建筑结构
大楼坐西朝东，为砖石结构建筑，屋架、地面、楼板为木质，走廊为缸砖铺面；外表沿用德国古典建筑艺术的镶嵌粗糙毛石装饰手法。建筑中间高三层，两侧两层，带有阁楼。阁楼下的顶层窗樘上带有橡树叶图案。

## 历史
此地曾有一座十王殿；虽然，津浦铁路公司在1909年拆除了此殿，并1910年在原址上建成了这座大楼，但是民间仍将新建的大楼称呼为“十王殿大厦”。
1912年9月26日，孙中山以全国铁路督办的身份来到济南视察，刚刚建成的津浦铁路管理局办公楼成了他的行辕。27日，52个团体在省议会礼堂举行欢迎会，孙中山在演讲及与各报记者的谈话中，首先谈到的就是铁路建设问题。
1912年10月，第八届全国教育联合会在津浦铁路宾馆召开，胡适、黄炎培等人也下榻至此。17日上午，全国教育联合会通过了胡适等人提出的《学制修正案》，开始施行小学六年、初中三年、高中三年的“六三三学制”。
1924年4月22日清晨，泰戈尔与数位美国学者一行抵达济南火车站，并在下午4点，泰戈尔在山东省议会举行演讲，后又在津浦铁路宾馆接受济南各校校长的宴请。
1928年5月1日，北伐军第三师攻克济南。2日，蒋介石抵达济南，与外交部长黄郛住在津浦铁路宾馆。为“保护“日本在济南的利益，3日，日本驻军突然发难，血洗济南，在津浦铁路宾馆的卫队也被日军缴械，黄郛和蒋介石仓皇逃离济南。
1937年日军占领济南后，特务机关驻在津浦铁路宾馆，并将其改为监狱和酷刑营。抗战胜利后，这里曾改为警备司令部。解放军接管后，曾改名山东宾馆，后又成为济南军区第四招待所。

2016年，租用此大楼的一间私人中医门诊在没有得到文物部门的批准下加建了一个仿古门楼，还将四根柱子刷成红色；随后文物部门要求该诊所恢复大楼的原貌。